# Otto II. von Lippe

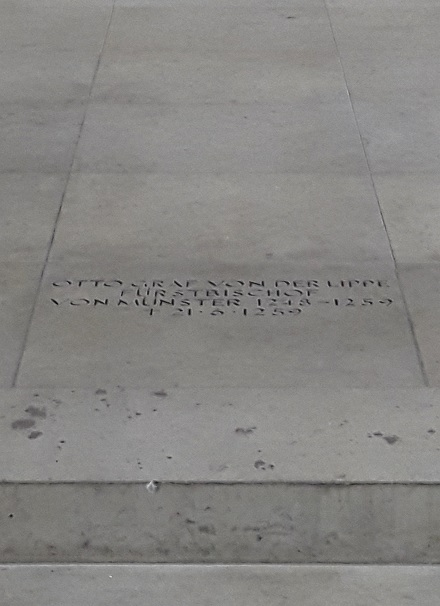
Grab von Bischof Otto (II.) von Lippe im Altarraum des Domes zu Münster/Westfalen, Deutschland

Otto II. von Lippe († 21. Juni 1259) war von 1247 bis zu seinem Tod der 28. Bischof von Münster. Die bedeutendste Leistung während seiner Amtszeit war der Gewinn von Cloppenburg und Vechta und damit die Begründung des Niederstifts Münster.

## Leben
Er war der Sohn von Hermann II. von Lippe und Oda von Tecklenburg. Sein Bruder war Bernhard III. zur Lippe.
Otto war Domherr am Bremer Dom. Diese Stellung verdankte er seinem Onkel Erzbischof Gerhard. Möglicherweise hatte er um 1231 die Dignität eines Domkantors inne. Zuletzt war er Dompropst. Als solcher tritt er 1241 erstmals in den Quellen auf.
Er wurde 1247 zum Bischof von Münster gewählt. An der Wahl beteiligt war ausschließlich das Domkapitel. Die päpstliche Bestätigung erhielt er ein Jahr später.
Während seiner Amtszeit förderte er besonders den Bau des Chores des St. Paulus Doms. Um die Dompropstei materiell besser auszustatten. übertrug er ihr die Pfarrei Telgte. Er förderte durch Schenkungen das Kloster- und Stiftswesen in seiner Diözese.
Zu seiner Zeit traten die Städte und die späteren Landstände deutlich hervor als unter seinen Vorgängern. Vor dem Hintergrund der Fehde zwischen dem Erzbischof von Köln und dem Bischof von Paderborn schlossen die Städte Münster, Dortmund, Soest und Lippstadt 1253 einen Friedensbund. Im Jahr 1257 kam es zum Bündnis von Domkapitel und Stadt Münster. Dem Bischof allein traute man offenbar die Wahrung des Friedens nicht mehr zu.
Von erheblicher Bedeutung für die Geschichte des Hochstifts Münster waren seine territorialen Erwerbungen. Er erwarb das Gogericht Stromberg. Auch die Grafschaft Bocholt kam als Pfandbesitz an den Bischof. Von besonders großer Bedeutung war der Kauf der Herrschaft Vechta. Es handelte sich dabei um alte Besitzungen der Grafen von Calvelage-Ravensberg. Damit verbunden waren Grafenrechte an der mittleren Ems zwischen Meppen und Leer. Von wirtschaftlicher Bedeutung war dabei der Handelsort Meppen. Im Kerngebiet um Vechta konnte der Bischof seine Herrschaft weitgehend durchsetzen. Dies war nicht der Fall im Emsgau. Dort konkurrierte er mit den Grafen von Tecklenburg, Es gelang ihm allerdings die meisten Freigerichte im Gebiet zwischen Ems und Hunte zu gewinnen. Durch Pfand erwarb er 1252 vom Bistum Osnabrück das Gogericht Damme. König Wilhelm von Holland belehnte den Bischof 1253 mit Vechta und allen Gütern in und außerhalb von Friesland, die Otto von Ravensberg zu Lehen gehabt hatte. Dieser Erwerb stand am Beginn der Entwicklung des Niederstifts Münster.
Zwischen Bischof und Kurie bestanden nur geringe Verbindungen. Dagegen stand er klar auf der Seite König Wilhelms. Er war bei dessen Wahl 1247 anwesend. Er beteiligte sich 1254 nicht an dem vom Erzbischof von Köln Konrad von Hochstaden initiierten Rheinischen Bund gegen den König. Nach dem Tod Wilhelms unterstützte er Richard von Cornwall und befand sich 1257 in dessen Begleitung in Aachen.
Das Verhältnis zu Erzbischof Konrad von Hochstaden war anfangs gut. Beide schlossen 1252 einen Vergleich über den Besitz der Stadt Vreden. Distanzierter wurde die Beziehung durch die unterschiedliche Haltung gegenüber König Wilhelm und die durch Ottos Bruder Simon von Paderborn gegen Köln geführten Fehde. Dies änderte allerdings nichts grundsätzliches an ihrem Verhältnis. Otto besiegelte den Essener (Vor-)Frieden zwischen Köln und Paderborn von 1256 und später den endgültigen Frieden mit.
Nach seinem Tod wurde Otto im St. Paulusdom beigesetzt. Unter Otto stand der weltliche Ausbau der Herrschaft im Vordergrund. Allerdings hat er in der Regel versucht seine Ziele auf friedlichem Weg durchzusetzen.